# Episodi di Gomorra - La serie (seconda stagione)
La seconda stagione della serie televisiva Gomorra - La serie è stata trasmessa dalla pay tv satellitare Sky sui canali Sky Atlantic e Sky Cinema 1 dal 10 maggio al 14 giugno 2016, con due episodi settimanali. In chiaro viene trasmessa su Rai 3 dal 31 marzo al 5 maggio 2017. I soggetti di serie e di puntata sono stati scritti da Roberto Saviano, Stefano Bises e Leonardo Fasoli.
Durante questa stagione Ivana Lotito (Azzurra Avitabile), Cristiana Dell'Anna (Patrizia Santore), Cristina Donadio (Annalisa Magliocca) e Gianfranco Gallo (Giuseppe Avitabile) vengono promossi per il cast principale.
| nº | Titolo                   | Prima TV pay   | Prima TV free  |
| -- | ------------------------ | -------------- | -------------- |
| 1  | Vita mia                 | 10 maggio 2016 | 31 marzo 2017  |
| 2  | Lacrime e Sangue         | 10 maggio 2016 | 31 marzo 2017  |
| 3  | Mea Culpa                | 17 maggio 2016 | 1º aprile 2017 |
| 4  | Profumo di iena          | 17 maggio 2016 | 1º aprile 2017 |
| 5  | Occhi negli occhi        | 24 maggio 2016 | 7 aprile 2017  |
| 6  | ’O Track                 | 24 maggio 2016 | 7 aprile 2017  |
| 7  | Il Principe e il Nano    | 31 maggio 2016 | 21 aprile 2017 |
| 8  | Divide et Impera         | 31 maggio 2016 | 21 aprile 2017 |
| 9  | Sette Anni               | 7 giugno 2016  | 28 aprile 2017 |
| 10 | Fantasmi                 | 7 giugno 2016  | 28 aprile 2017 |
| 11 | Nella gioia e nel dolore | 14 giugno 2016 | 5 maggio 2017  |
| 12 | La fine del giorno       | 14 giugno 2016 | 5 maggio 2017  |

## Vita mia
- Diretto da: Stefano Sollima

### Trama
Genny è in fin di vita e i dottori attivano le procedure di rianimazione.
Don Pietro evade durante un trasferimento e viene informato dello scontro a fuoco fra Ciro e Genny e delle condizioni critiche di quest'ultimo. Chiede a Malammore e ai pochi fedelissimi rimasti di avere pazienza e attendere fiduciosi il suo ritorno al potere.
A Napoli, Ciro e Salvatore Conte e i rispettivi alleati sono in trattativa per la spartizione dell'eredità lasciata da Don Pietro. Viene accettata all'unanimità la spartizione delle piazze di spaccio con un piano regolatore tra i vecchi membri del clan dei Savastano (tra cui Scianel, sorella di Zecchinetta, ucciso da ’o Track nella prima stagione), e da nuovi uomini introdotti da Conte.
La polizia indaga sulla sparatoria nel teatro: l'identikit in mano agli agenti ricondurrebbe proprio ad un uomo dalle fattezze simili a Ciro di Marzio. L'Immortale persuade la moglie a recarsi all'interrogatorio con la polizia per dissuadere gli agenti dalla sua colpevolezza. Ciro, inoltre, assolda un uomo a lui simile affinché si consegni alle forze dell'ordine come responsabile della sparatoria e sconti la pena in carcere al posto suo.
Ciro rassicura la moglie Deborah a riprendere la loro vita di sempre. La donna non sopporta più di essere succube delle azioni criminali del marito e continua a sentirsi in costante pericolo.
Deborah decide di prendere la bambina e tornare a rifugiarsi nel nascondiglio usato in precedenza. Ciro la raggiunge e la affronta: tra i due scoppia una furiosa lite in cui la donna minaccia il marito di denunciarlo alle forze dell'ordine. La donna sfugge al controllo degli uomini del marito e si accinge ad entrare in un commissariato di polizia, ma prima di entrare ha un ripensamento. Un malavitoso la vede camminare fuori dal commissariato ed avverte Ciro.
L'Immortale tenta un ultimo approccio con la moglie per indurla a ragionare e decide di portarla a cena fuori, lasciando la figlia al fidato amico Rosario. Deborah non mostra segni di cedevolezza e al termine di un furioso litigio Ciro la uccide e simula una scena del crimine da esecuzione malavitosa.
Intanto, in ospedale, Genny lotta ancora fra la vita e la morte.

## Lacrime e Sangue
- Diretto da: Stefano Sollima

### Trama
Un anno dopo, Genny è sopravvissuto ed è in ottima forma, ora appare ancora più granitico e disumano. Il giovane Savastano si trova in Honduras per concludere un affare di droga molto importante prima del suo ritorno in Italia.
Alcuni mesi dopo si reca a Roma per concludere il traffico di droga con Don Giuseppe Avitabile, un boss napoletano operante nella capitale. Prima di partire per Scampia, Genny si fermerà una notte nell'albergo di Don Giuseppe e avrà la piacevole visita di sua figlia Azzurra, una vecchia fiamma. In seguito si reca a Colonia dove il superlatitante Don Pietro si nasconde ospitato da Mico, esponente di un clan amico calabrese. Al vecchio capo-famiglia, Genny consegnerà un carico di brillanti per l'acquisto di armi e droga.
Padre e figlio non sono d'accordo sul modo di gestire gli affari e sulle modalità con cui tornare a prendere il controllo di Scampia e Secondigliano. Genny e suo padre, invitati dal capo clan calabrese ad una cena, rimangono coinvolti in un agguato tra clan calabresi, ma riescono a scampare alla morte. Durante la fuga, vengono visti e inseguiti dalla polizia, ma Don Pietro ha un malore ed è costretto a fermarsi. Genny non ha intenzione di lasciare il padre nelle mani della giustizia e lo carica su di sé portandolo così in salvo. Rubata un'auto in una stazione di servizio, ne uccide il conducente dopo che questi lo aiuta a soccorrere il padre e dopo aver infilato la vittima nel bagagliaio e rifugiandosi in una vecchia fabbrica, i due camorristi passano lì insieme la notte.
La fuga va a buon fine e i due riescono a sfuggire ai poliziotti.

## Mea Culpa
- Diretto da: Stefano Sollima

### Trama
A Napoli, un parroco chiede a Salvatore Conte di chiudere la piazza di spaccio presente proprio di fronte alla sua parrocchia, richiesta che viene concessa. I membri del clan esplicitano il loro malcontento a Conte, mentre Ciro appoggia apparentemente la decisione del boss (in realtà egli dice di attendere un suo passo falso, per sbarazzarsi anche di lui). Al tempo stesso anche Salvatore Conte confessa ai suoi sgherri più fidati di volere il sangue di Ciro di Marzio, dopo aver abbandonato la riunione con gli altri scissionisti.
Salvatore Conte porta avanti una storia d'amore segreta con una cantante transgender. Quando viene celebrato il suo compleanno la donna gli fa una sorpresa cantando per lui, tuttavia ’o Mulatto rovina tutto e la insulta pesantemente sotto gli occhi di tutti gli invitati. In seguito all'affronto Salvatore Conte gli trafigge la mano con un coltello e poi gli revoca anche la gestione della piazza di spaccio, nonostante egli stesso si sia recato da Conte per chiedergli perdono. Infatti lui non sapeva che la cantante fosse la sorella della sua ragazza di facciata. Dopo quell'evento Ciro sostiene segretamente le lamentele di ’o Mulatto e lo convince insieme a ’o Principe a passare dalla sua parte.
La sera seguente Conte, ’o Mulatto e ’o Principe, al termine di una processione religiosa smascherano Ciro ed il suo tradimento, per ucciderlo, ma viene invece ucciso Salvatore Conte, e l'Immortale riesce a diventare il nuovo leader degli Scissionisti.

## Profumo di iena
- Diretto da: Francesca Comencini

### Trama
La boss Annalisa Magliocca, detta Scianel (sorella dell’ex membro dei Savastano Zecchinetta) è madre di Lelluccio, e suocera di Marinella. Mario Cantapane, autista al servizio della stessa Scianel, intrattiene una relazione segreta con Marinella.
Patrizia, nipote di Malammore e amica di Marinella, è una ragazza determinata che lavora duramente per tenere i suoi fratelli lontani dalla criminalità ed è dipendente in una boutique frequentata abitualmente dai boss. Il suo compito, affidatole dallo zio (fratello del padre) Malammore sarà quello di tenere compagnia a Don Pietro e dare informazioni riguardo Scianel e l’alleanza. Il piano del vecchio boss è causare problemi e attentati ai boss dell'Alleanza per scatenare una nuova guerra di camorra. Don Pietro decide di rimanere recluso al sicuro in un anonimo appartamento di Scampia: sarà Malammore a far rispettare i suoi ordini sul campo.
Informato della morte di Conte, Pietro Savastano organizza una prima rapina ad un semplice corriere, poi una rapina aggravata alla boss Scianel.  L'esecutore materiale del furto, Angelo Sepino, viene però scoperto, malmenato brutalmente e dato alle fiamme; l'intervento di Ciro Di Marzio e di ’o Principe lo salva dalla morte, ed egli rivela il nome del suo mandante: Pietro Savastano.
Anche Genny, trasferitosi a Roma dalla compagna Azzurra, mira alla conquista di potere a Napoli.

## Occhi negli occhi
- Diretto da: Claudio Cupellini

### Trama
Don Pietro si sente umiliato come uomo e come capofamiglia e si sfoga con Patrizia, ormai diventata sua confidente.
Ciro chiede ed ottiene di incontrare Genny chiedendo al boss Aniello di fare da garante contattando il padre di Azzurra, boss mafioso di Roma e vicino alla figura di Genny. In questo modo spera di evitare una nuova guerra "imbrigliando" quello che resta del clan Savastano.
Nel frattempo Genny, durante la sua festa di compleanno, ritrova alcuni dei suoi giovani uomini, ’o Track, Capa ’e bomba, ’o Cardillo, gli unici superstiti dell'agguato di Conte, i quali suggeriscono di eliminare Ciro, ma Genny rifiuta. Da una telefonata scopre che ’o Track ha derubato un invitato alla sua festa e lo picchia brutalmente. Durante la festa riceve anche una visita di Patrizia che gli consegna una pistola, con la quale il padre vuole uccida Ciro Di Marzio il giorno successivo nell'incontro previsto.
Ciro e Genny si recano separatamente a Trieste, in vista dell'incontro prefissato per il giorno dopo. Genny riesce a sorprendere l'Immortale alle spalle in un momento di distrazione, lo costringe ad inginocchiarsi con una pistola puntata alla testa e a implorare perdono, ma non spara e gli intima di ricordarsi di questo momento.
Il giorno seguente, i due si recano all'appuntamento insieme al garante Don Aniello. Ciro propone a Genny che l'alleanza comprare la droga da lui e che il clan Savastano possa continuare le sue attività regolarmente (anche vendere droga) a patto che nessuno esca dal proprio rione, e Genny accetta. Tornato a Roma, Genny viene informato che Azzurra è incinta. Ciro torna a casa per stare accanto alla propria figlia.
Informato dell'accordo fra Genny e Ciro, Don Pietro va su tutte le furie reputando di essere stato venduto.

## ’O Track
- Diretto da: Claudio Cupellini

### Trama
Patrizia e Don Pietro incontrano Genny a Roma. Genny rivela di voler evitare una nuova guerra e il patto stretto con Ciro, Don Pietro accetta le condizioni. Ciro si ritrova a spiegare ai suoi fedeli i termini dell'accordo raggiunto con Gennaro e i suoi uomini: l'Alleanza acquisterà la droga solo da Genny e Don Pietro e quel che resta del clan Savastano sarà confinato nel rione a loro assegnato.
I più giovani seguaci di Genny, dei Ragazzi del Vicolo guidati da ’o Track, si oppongono all'accordo e rapinano una sala scommesse senza chiedere il permesso. Malammore viene mandato a reprimere la rivolta e mette in atto un pestaggio intimando di rispettare i patti stabiliti. 
Ciro propone ai Ragazzi del Vicolo, ormai disarmati e disorganizzati, di passare dalla sua parte ed accettano, eccetto ’o Cardillo. Con un colpo di mano nel rione di Malammore, i ragazzi rubano le armi e si nominano unilateralmente padroni delle piazze antistanti ai danni del clan Savastano. Malammore, a sua volta, risponde tendendo un'imboscata a ’o Track che però fallisce. La faida continua e i Ragazzi del Vicolo reagiscono uccidendo uno degli uomini fidati di Malammore, O' Boxer.
Genny sigla un accordo segreto con ’o Principe, concedendogli più droga del prestabilito per rafforzarlo con la promessa di aiutare Genny alla salita al potere.
Genny è agitato per le iniziative dei Ragazzi del Vicolo, Azzurra non riesce a tranquillizzarlo. Il giovane Savastano organizza un incontro con la garanzia di ’o Cardillo ai Ragazzi del Vicolo, ma ’o Track spara gli uomini di scorta di Genny, annunciando il suo ammutinamento verso i Savastano e di mantenere pieno possesso della piazza di Malammore. Genny accetta e ritorna a Roma per prepararsi all'imminente viaggio in Honduras che ha in programma.
Patrizia informa Don Pietro, ormai profondamente deluso da Genny e dalla sua "debolezza" contro i Ragazzi del Vicolo, delegittimando la figura di suo figlio e dichiarando guerra all'Alleanza.

## Il Principe e il Nano
- Diretto da: Claudio Giovannesi

### Trama
’o Principe continua a ricevere da Genny in via esclusiva merce di qualità superiore ad un prezzo vantaggioso, come da previ accordi segreti.
’o Nano, amico fraterno di Ciro, dimostra diffidenza nei confronti di ’o Principe, sospettato di fare soldi fuori dal sistema visto il suo stile di vita particolarmente sfarzoso e i guadagni particolarmente elevati della sua piazza, nonostante sia l'uomo che porta più soldi all'Alleanza. ’o Principe difatti conduce uno stile di vita particolarmente sfarzoso e non nasconde la sua ricchezza acquistando auto di lusso e regalando un'attività di salone per le unghie alla sua fidanzata Azmera, una ragazza di origine africana, a cui ha anche riservato un regalo davvero ardito: sulla terrazza dell'attico nel quale abitano, infatti, ha fatto portare una pantera nera tenuta alla catena, acquistata da uno zoo appositamente per lei. ’o Principe riceve la visita dell'amico fraterno ’o Mulatto, che, dopo aver percepito la diffidenza di ’o Nano, lo convince, assieme anche all'appoggio di Azmera, a procurarsi una protezione e a vendere alcuni dei suoi beni di lusso per tenere un profilo più basso e non attirare le invidie e i rancori degli altri membri dell'Alleanza.
Nel frattempo Patrizia, confidente e aiutante di Don Pietro, non vuole più avere a che fare con il boss sentendosi umiliata dai suoi modi. Dopo gli avvertimenti di ’o Mulatto, ’o Principe decide di seguire il suo consiglio e fa portare la pantera in un deposito fuori mano, pur tenendola comunque, mentre vende alcune delle auto di lusso e si procura una protezione. Don Pietro ha bisogno di spie e manda Malammore a minacciarla per convincerla a riprendere il suo ruolo di spia. Per l'incolumità della sua famiglia, Patrizia decide di tornare dal boss e rimettersi a disposizione. Don Pietro intanto organizza l'esecuzione di ’o Principe, servendosi ancora una volta del giovane Angelino Sepino, già scampato alla morte dopo la rapina fatta a Scianel e salvato dalle fiamme proprio da Ciro e ’o Principe.
L'Alleanza si ritrova per l'arrivo di un nuovo carico di droga. In quest'occasione ’o Nano confida a ’o Track i suoi sospetti, e cioè che secondo lui ’o Principe acquista di nascosto la droga da Genny, tagliandola ancora di più grazie alla sua abilità e permettendosi così lo stile di vita che ostenta. Tuttavia un membro a stretto contatto con ’o Principe orecchia il dialogo, e gli riferisce tutto. Nel corso della stessa notte, qualcuno spara alla vetrina del Nail Shop di proprietà di Azmera, la compagna di ’o Principe, e tutti i sospetti si riversano, ovviamente, su ’o Nano.
Questa serie di eventi induce ’o Principe a rivolgersi all'Alleanza per chiedere vendetta nei confronti di ’o Nano, e tutti insieme, preoccupati all'idea di perdere così i guadagni della piazza migliore, decidono di schierarsi con ’o Principe contro ’o Nano e di estromettere quest'ultimo dall'Alleanza. Per questo motivo ’o Nano viene picchiato e privato della propria piazza. Ciro si reca a casa di ’o Principe, e lo informa sulle decisioni prese nei confronti di ’o Nano, invitandolo ad un incontro chiarificatore. ’o Nano, dunque, si presenta davanti a tutti i membri dell'Alleanza e giura di non essere stato lui l'autore della sparatoria al negozio, chiedendo pubblicamente scusa a ’o Principe per le voci che aveva messo in giro sul suo conto e venendo così reintegrato e rimesso a gestire la piazza che gli era stata tolta. Tornato nella sua piazza, ’o Nano uccide barbaramente Manolo, al quale l'Alleanza aveva dato il controllo della piazza stessa, perché si era sentito tradito.
Azmera intanto si dilegua, non vuole più saperne del fidanzato dopo l'intimidazione ricevuta da terzi. ’o Principe, in preda allo sconforto, su insistenza di Angelino, ora suo uomo e addetto alla cura della pantera custodita nel deposito, si reca a darle da mangiare insieme al ragazzo. Giunti sul posto, arriva improvvisamente anche Don Pietro Savastano con i suoi fedelissimi, informati sugli spostamenti di ’o Principe dallo stesso Angelino dietro minaccia. ’o Principe comprende della trappola di Don Pietro Savastano, e nonostante provi a salvarsi la vita confessando la collaborazione col figlio, viene ucciso comunque con un colpo di Revolver dietro alla testa da Don Pietro stesso.

## Divide et Impera
- Diretto da: Claudio Giovannesi

### Trama
Patrizia riferisce a Don Pietro che all'interno dell'Alleanza regna il caos. I membri dell'Alleanza infatti sono convinti che ’o Nano sia il mandante dell'uccisione di ’o Principe, visti gli screzi avuti in precedenza. L'unico che cerca di calmare gli animi è Ciro, storico amico dell'accusato, almeno finché non ci sono prove di colpevolezza. L'Immortale sospetta infatti dell'intervento di Don Pietro per destabilizzare il fragile equilibrio del clan.
Ciro parla prima con la ragazza di ’o Principe per conoscere ulteriori dettagli, la quale fa il nome di Angelino Sepino, raccontando a Ciro che era quest'ultimo ad occuparsi della pantera che ’o Principe aveva comprato durante il periodo in cui sperperava i suoi soldi e faceva sfoggio della sua ricchezza; e poi con ’o Nano che giura di essere innocente. L'Immortale dice a quest'ultimo che se davvero non è stato lui, deve provare la sua innocenza agli occhi degli altri e gli consiglia di allontanarsi per un po'.
Temendo per la propria vita, ’o Nano ascolta il consiglio di Ciro e si prepara per la partenza. Saluta i suoi compari e parte insieme alla moglie e alla figlia per il litorale laziale, non troppo convinto che Ciro creda effettivamente alla sua innocenza. Appena giunto a destinazione viene però raggiunto e ucciso dai uomini di Don Pietro per creare più caos all’interno dell’Alleanza. L'Alleanza viene a sapere dell'accaduto e i sospetti cadono inizialmente su ’o Mulatto, amico fraterno di ’o Principe e assetato di vendetta per la sua morte. Ma ’o Mulatto ricaccia le accuse contro di lui e le rigira verso Scianel, la quale, a sua volta, accusa ’o Mulatto di essere il colpevole. Ciro, senza prove che possano fargli capire chi possa essere veramente il mandante dell'omicidio e disperato per la perdita dell'ultimo amico di gioventù rimastogli in vita, si reca dalla vedova per avere un quadro più chiaro della situazione, ma questa non è in grado di fornire indizi sull'identità del killer e mette in guardia Ciro, dicendogli di guardarsi le spalle e stare attento, perché Rosario era l'unico amico vero e fedele che aveva, ed ora che anche lui era stato fatto fuori, era rimasto veramente e definitivamente solo contro tutti.
Nel frattempo dopo le dichiarazioni della ragazza di ’o Principe su Angelino Sepino, Ciro decide di mandarlo a prendere e questi viene catturato mentre si trova a casa in intimità con la sua ragazza e viene portato nudo in un cimitero per essere interrogato. Ciro non mostra alcuna pietà alle richieste di perdono del ragazzo, che dice di essere stato minacciato e costretto. L'Immortale vuole seppellirlo vivo per poi uccidere la sua ragazza, a meno che lui non gli riveli il mandante dell'omicidio di ’o Principe, e alla fine il ragazzo accusa Don Pietro. Inizia quindi definitivamente la guerra contro i Savastano, poiché Ciro convoca tutti i membri dell'Alleanza per ascoltare la confessione del ragazzo sugli omicidi di ’o Principe e ’o Nano. Ciro decide infine di risparmiargli la vita, a patto che non si faccia vedere mai più e se ne vada per sempre da Napoli.
Dopo il funerale di ’o Nano, Ciro, sempre più ossessionato dal ricordo della moglie e dal senso di colpa, porta sua figlia a passeggiare sulla spiaggia e le confessa di averla portata lì perché proprio in quel luogo è morta sua madre.

## Sette Anni
- Diretto da: Francesca Comencini

### Trama
Scianel propone all'Immortale il figlio Lelluccio, prossimo alla scarcerazione, come sostituto per la piazza di spaccio di ’o Principe. In pubblico, l'Immortale annuncia l'assegnazione della piazza di spaccio a Lelluccio: i Ragazzi del Vicolo sono estremamente contrari.
Scianel sospetta di Marinella e, pedinandola, scopre la relazione con Mario, il suo autista. Mario viene ucciso con un colpo di pistola sui testicoli e Marinella viene picchiata dalle donne del quartiere, ma il destino della ragazza verrà deciso da Lelluccio.
Lelluccio viene scarcerato, e dopo un litigio con Marinella esce di casa infuriato. I Ragazzi del Vicolo lo seguono in strada per portarlo altrove ed ucciderlo. Nel tragitto in macchina vengono fermati da un posto di blocco della polizia, il che permette a Lelluccio di salvarsi.
Scianel cattura 'o Track che viene torturato ed ucciso (in maniera simile a come egli aveva fatto con suo fratello Zecchinetta, ma risparmiando il proiettile). La donna si reca poi da Ciro e gli chiede di intervenire contro i Ragazzi del Vicolo, ma l'uomo resta neutrale nello scontro tra le due fazioni.
Lelluccio ordina che Marinella non deve essere toccata. Marinella è però convinta che lui torni per ucciderla e decide di accettare l'aiuto di Patrizia che le fornisce il numero di telefono di Capa ’e bomba per chiamarlo e, insieme, tendere una trappola al marito. Si accorda, quindi, con i Ragazzi del Vicolo affinché uccidano Lelluccio per vendicare la morte del loro amico 'o Track.
I ragazzi mandano dei sicari inesperti, ma costoro sbagliano persona e uccidono un innocente. Marinella, oramai scoperta, si dà alla fuga e decide di recarsi alla stazione di polizia e collaborare per poter avere la protezione delle autorità, denunciando Scianel dell'omicidio del suo amante Mario Cantapane.
Ciro raggiunge Genny in aeroporto di ritorno dall'Honduras. Il giovane viene informato della situazione e delle morti di ’o Principe e ’o Nano, e dell'imminente guerra di camorra. Ciro chiede al giovane Savastano di schierarsi con lui contro suo padre, accusandolo di essere solo un ragazzino, ombra del genitore.

## Fantasmi
- Diretto da: Francesca Comencini

### Trama
Scianel convoca a sorpresa Don Pietro e tradisce l'Alleanza.
L'Immortale, grazie a delle intercettazioni telefoniche, scopre il ruolo di Patrizia verso il clan Savastano ed ordina ai suoi uomini di pedinarla.
Patrizia, sotto minaccia, rivela all'Immortale la posizione del nascondiglio di Don Pietro, ma il boss è già fuggito e scampa all'esecuzione. Ciro risparmia la vita di Patrizia e fugge.
Don Pietro e Genny sono al sicuro in un nascondiglio. I due rimangono ostili sulle loro posizioni e Malammore cede ai Ragazzi del Vicolo la piazza di spaccio di Scianel (e la donna stessa) in cambio della vita dell'Immortale: la donna riesce a fuggire, viene però poi fermata dalla polizia e arrestata (ricercata a seguito delle dichiarazioni di Marinella fatte alla polizia). Nel capannone dell'Immortale c'è solo Patrizia e suo fratello, tenuto come ostaggio.
Lelluccio, in seguito all'attentato dei Ragazzi del Vicolo e al voltafaccia dei Savastano, decide di diventare un nuovo membro degli Scissionisti.

## Nella gioia e nel dolore
- Diretto da: Claudio Cupellini

### Trama
O Mulatto viene ucciso, ingannato da uno dei suoi stessi tirapiedi dopo averlo condotto all'interno di una trappola e o Cardillo li conduce via con un'automobile. Immediatamente Ciro viene informato dell'accaduto, ma si rifiuta di rafforzare la sicurezza, e in pubblico impone ai suoi uomini fermezza e decisione.
Patrizia viene accusata dai fratelli di averli condannati nel mondo della criminalità organizzata, quindi si sfoga con Don Pietro. 
A Roma, Alfredo uccide per sbaglio un funzionario pubblico che avrebbe solo dovuto spaventare. Il fratello gli consegna un biglietto aereo per il Venezuela, e si impegna personalmente a sistemare i problemi con il boss Don Giuseppe. 
Nel frattempo 'o Zingariello, chiede ed ottiene un incontro con Don Pietro Savastano per ottenere la protezione e il perdono in cambio della sua piazza, ma questo non è sufficiente: vuole, in cambio, l'omicidio di Ciro Di Marzio. 'o Zingariello, pertanto, organizza con l'immortale una riunione in una rimessa per tendergli una trappola.
Ciro Di Marzio, dopo aver compreso le vere intenzioni di 'o Zingariello, non si presenta alla rimessa per mettersi in salvo. Don Pietro allora fa uccidere 'o Zingariello da Malammore.
Genny incontra Ciro ed entrambi si rivelano furiosi dettagli sul loro rapporto.
Genny e Azzurra si sposano nella basilica di San Pietro e Paolo a Roma. Mentre si uniscono in matrimonio sull'altare, Alfredo viene fermato dalla polizia durante la fuga. Mentre sono ancora in corso i festeggiamenti del matrimonio, Don Giuseppe viene arrestato come presunto mandante dell'omicidio del funzionario pubblico.
Patrizia aiuta Don Pietro a sistemare i mobili della nuova casa. Quest'ultimo vuole convincere Patrizia a restare a vivere con lui, perché si sentirebbe solo in una casa così grande, e poi ha ancora bisogno di lei. Patrizia si convince e porta le sue cose a casa di Don Pietro, e qui si accenderà la passione fra i due.
Dopo il ricevimento, Genny scarta il regalo di nozze del padre: un quadro di famiglia con lui da piccolo, Don Pietro e Imma Savastano, ma Genny squarcia la tela sferrandole un pugno nella parte dove lui stesso è ritratto.

## La fine del giorno
- Diretto da: Claudio Cupellini

### Trama
Lelluccio viene ucciso su ordine di Don Pietro. Ciro raduna tutti i nemici di Savastano, e rafforza la sicurezza alla figlia. Don Pietro sta perdendo incassi sul mercato della droga a causa dell'azione repressiva delle forze dell'ordine. Intanto Genny va in carcere a trovare Don Giuseppe; quest'ultimo, riferendosi ad un ipotetico film in cui i personaggi sono due poliziotti della narcotici, ammonisce di sapere di essere stato tradito da Genny o da sua figlia Azzurra.
Genny confessa ad Azzurra di aver fatto arrestare Avitabile per non essere un sottoposto di suo suocero. Azzurra accetta il voltafaccia per amore del marito e del bambino che porta in grembo, seppur estremamente contraria.
Don Pietro riesce con grande successo a far rinvigorire nuovamente lo spaccio di droga, e con Malammore organizza un'esecuzione a Ciro. Ad essere uccisa, invece, sarà la figlia Maria Rita: è Malammore ad eseguire il terribile delitto, non senza un istante di esitazione.
Genny è indignato per l'omicidio, e Don Pietro afferma di aver vendicato la moglie Imma. I due si confrontano ulteriormente sui pagamenti e sui proventi della vendita di droga (che Genny fa pervenire dall'Honduras) sul mercato di Secondigliano, ma il padre lo respinge e rilancia ammonendolo di lasciare Roma e tornare al suo fianco a Napoli.
Ciro è distrutto dal dolore al funerale della propria bambina. Dona ai suoi fedelissimi il suo denaro e si appresta a lasciare Napoli: l'Immortale ormai ha perso ogni ambizione.
Patrizia confessa a Don Pietro di aver sopportato tutto e di essere stata sempre disposta a tutto per lui, ma non accetta di essere la "controfigura di un fantasma" (quello della defunta Imma). Don Pietro le giura amore.
Don Pietro si decide ad avere un ulteriore colloquio con Genny, al cimitero dinanzi alla tomba della madre, verosimilmente per indurlo ad accettare la nuova presenza nella famiglia Savastano (Patrizia) e per convincerlo una volta per tutte a stare dalla sua parte. Il giovane Savastano va però prima a trovare Ciro, oramai depresso e devastato, consegnando una pistola. Don Pietro raggiunge la cappella dove è sepolta la moglie Imma, e chiede a Malammore di non essere scortato. Intanto Genny raggiunge in ospedale Azzurra, in procinto di partorire.
Don Pietro è solo nella cappella di famiglia ma si ritrova faccia a faccia con Ciro, armato e furente. Ciro spara in testa a Don Pietro, mentre nello stesso istante nasce il figlio di Genny. Malammore trova il corpo di Don Pietro oramai esanime e gli chiude gli occhi in segno di rispetto. Il bimbo di Azzurra è maschio e viene chiamato come suo nonno, Pietro Savastano.